# Windsor (Caroline du Nord)

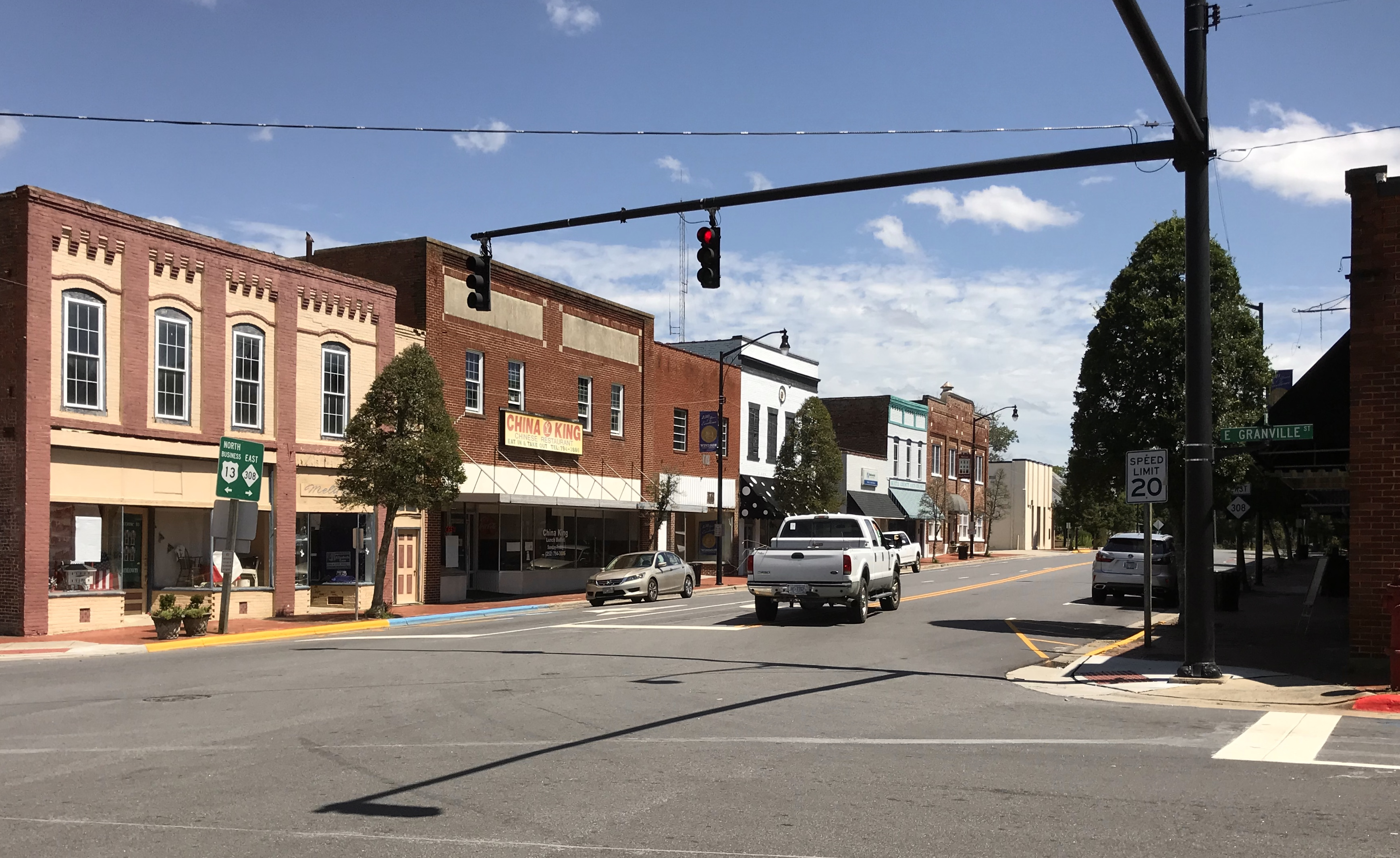
Windsor

Pour les articles homonymes, voir Windsor.
La ville de Windsor est le siège du comté de Bertie, dans l’État de Caroline du Nord, aux États-Unis. Sa population s’élevait à 3 630 habitants lors du recensement de 2010, estimée à 3 297 habitants en 2017.

## Géographie
D'après le Bureau du recensement des États-Unis, la superficie de Windsor est de 6,5 km2.
Windsor fait partie de la région des Inner Banks.

## Personnalités nées dans la ville
- Frank Ballance (en), représentant de Caroline du Nord.
- William Blount, signataire de la Constitution à la Convention de Philadelphie.
- George Outlaw (en) et David Outlaw (en), représentants de Caroline au XIXe siècle.
- Francis D. Winston (en), homme politique et juge.
- George T. Winston (en), président de l'Université de Caroline du Nord.

## Source
- (en) Cet article est partiellement ou en totalité issu de l’article de Wikipédia en anglais intitulé « Windsor, North Carolina » (voir la liste des auteurs).